# Rittershausen (Hessen)
Rittershausen is een plaats in de Duitse gemeente Dietzhölztal, deelstaat Hessen, en telt 950 inwoners (1977).